# Phare du Rio Doce
Le Phare du Rio Doce (en portugais : Farol de Rio Doce) ou phare de Regência est un phare situé à l'embouchure du Rio Doce, dans la municipalité de Linhares de l'État de Espírito Santo - (Brésil). 
Ce phare est la propriété de la Marine brésilienne et il est géré par le Centro de Sinalização Náutica e Reparos Almirante Moraes Rego (CAMR) au sein de la Direction de l'Hydrographie et de la Navigation (DHN).

## Histoire
Le phare original, inauguré le 15 novembre 1895, était une tourelle octogonale en fonte de 34 m de hauteur. Son rôle était d'aider à la navigation côtière en raison des bancs de sable dans l'embouchure de la rivière. Douze ans plus tard, parce qu'il avait été installé dans un endroit inadéquat, le phare fut transféré à un point plus au sud. Il a été mis hors service en 1994. Il était peint en rouge. Il a été démoli en 1997 mais la haute lanterne a été préservée et elle est exposée au Museu Histórico de Regência.  
Le phare actuel, mis en service en 1997, est une tour quadrangulaire en béton d'environ 40 m de haut, peinte en blanc avec une large bande horizontale rouge en son centre. Le phare émet, à une hauteur focale de 50 m, un éclat blanc toutes les six secondes avec une portée maximale de 18 milles marins (environ 33 km). 
Il a été érigé sur l'emplacement du phare original, sur le côté sud de Regência et le côté ouest de l'entrée du Rio Doce. Il marque l'existence d'élévations rocheuses et de blancs de sable toujours dangereux pour la navigation.
Identifiant : ARLHS : BRA088 ; BR1860 - Amirauté : G0316 - NGA :18216.
|                     |
| L'ancienne lanterne |

### Lien connexe
- Liste des phares du Brésil